# Prostitución en las Islas Salomón

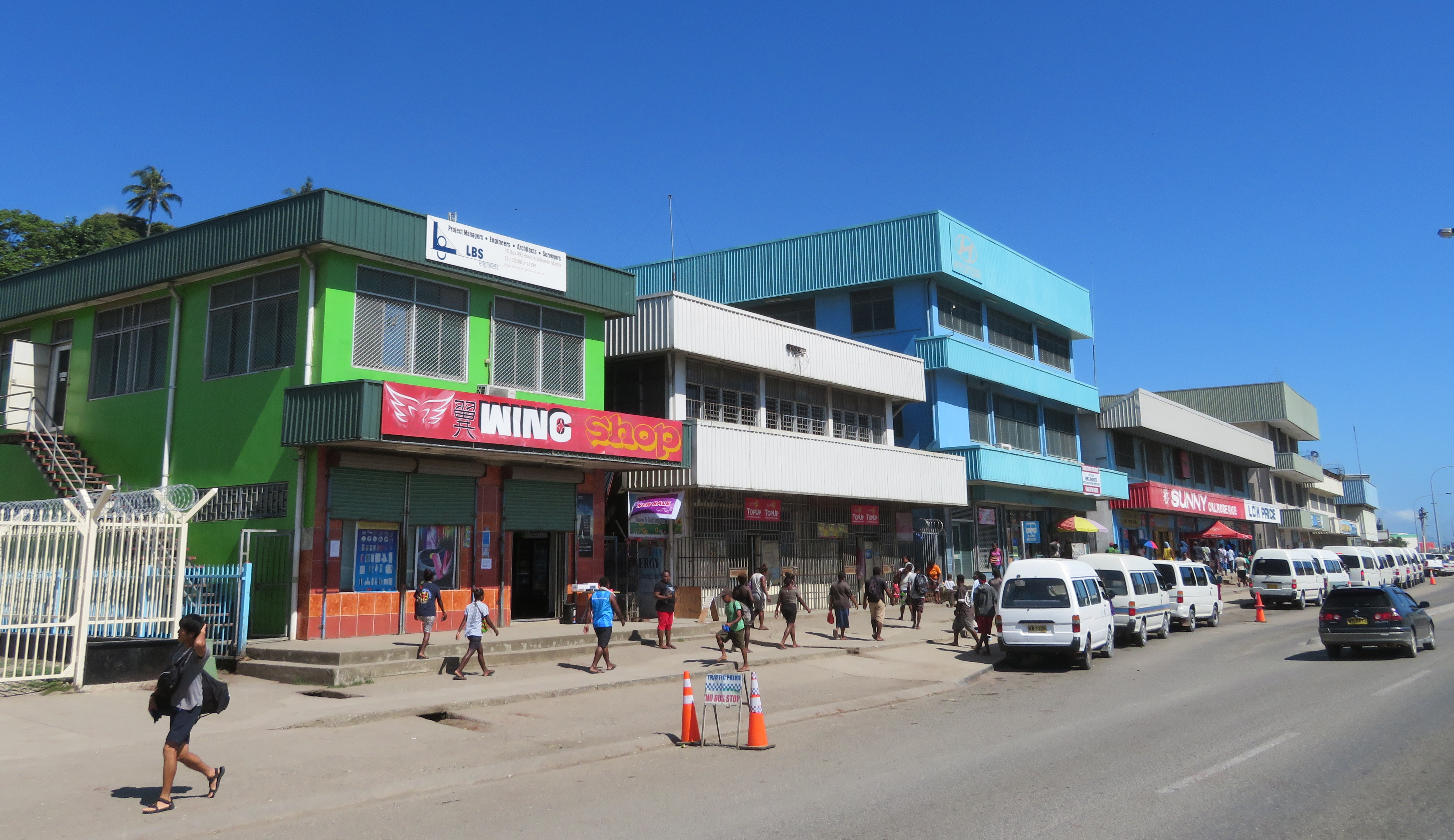
Calle de Honiara, capital de las islas, foco principal de la prostitución en el país.

La prostitución en las Islas Salomón es legal, pero las actividades relacionadas con ella son ilegales, como el ejercicio de burdeles y el proxenetismo. La prostitución se da principalmente en la capital, Honiara, y en los alrededores de los campamentos madereros de las islas Makira, Malaita y Santa Isabel. Muchas de las mujeres implicadas han recurrido a la prostitución debido a la pobreza, algunas desde los 13 años. Las leyes rara vez se hacen cumplir. La prostitución infantil es también un problema, ya que cuenta a veces con la complicidad de familiares. El tráfico sexual es otro punto crítico.

## Legislación
El Código Penal de las Islas Salomón tipifica como delito las siguientes actividades relacionadas con la prostitución:
- Sección 144 - Proxenetismo.
- Sección 145 - Provocación de la desfloración de una mujer mediante amenazas o fraude o administración de drogas.
- Sección 148 - Detención con intención o en un burdel.
- Artículo 153 1(a) - Vivir total o parcialmente de las ganancias de la prostitución.
- Artículo 153 1(b) - Solicitación.
- Sección 153 1(c) - Ejercer control, dirección o influencia sobre una prostituta con fines de lucro.
- Artículo 155 - Burdeles.

## Mercado central de Honiara
En 2014, los pescadores, a los que se pagaba por transportar a las chicas a buques pesqueros extranjeros fuera del puerto de Honiara, describieron el Mercado Central de la capital como uno de "los puntos de recogida más evidentes o conocidos" para la prostitución.

## Denuncia a RAMSI
En 2006, el primer ministro Manasseh Sogavare presentó una denuncia policial contra la Misión Regional de Asistencia a las Islas Salomón (RAMSI), dirigida por Australia, alegando que las fuerzas de mantenimiento de la paz introducían clandestinamente a mujeres locales en su base del antiguo Guadalcanal Beach Resort y las utilizaban como prostitutas. La RAMSI negó dichas acusaciones.

## Tráfico sexual
Islas Salomón son país de origen, tránsito y destino de mujeres locales y del sudeste asiático sometidas a prostitución forzada, y de niños locales sometidos a tráfico sexual. Se recluta a mujeres de China, Indonesia, Malasia y Filipinas para trabajos legítimos, algunas pagando grandes sumas de dinero en concepto de derechos de contratación, y a su llegada se las obliga a prostituirse.
Los niños son objeto de tráfico sexual dentro del país, a veces a cambio de dinero o bienes, sobre todo cerca de los campamentos de taladores extranjeros, en buques pesqueros comerciales extranjeros y locales, y en hoteles y establecimientos de ocio. Las niñas y las jóvenes son reclutadas para viajar a los campamentos madereros para realizar trabajos domésticos y algunas son posteriormente explotadas en la prostitución. Algunos padres reciben pagos por enviar a mujeres jóvenes y niñas a matrimonios forzados con trabajadores extranjeros de empresas madereras y mineras; muchas de ellas son explotadas en la prostitución.
La Oficina de Vigilancia y Lucha contra la Trata de Personas del Departamento de Estado de los Estados Unidos mantuvo la clasificación en 2022 para las Islas Salomón como país de "nivel 2".